# Вечерний Ургант
«Вече́рний У́ргант» — российская развлекательная телепередача в формате вечернего ток-шоу. Первый выпуск телепередачи вышел в эфир 16 апреля 2012 года на «Первом канале». Ведущим и одним из авторов телешоу является Иван Ургант.
21 февраля 2022 года в эфир вышел последний на данный момент выпуск. После начала вторжения России на Украину 24 февраля 2022 года, сетка вещания телеканала была изменена, и телепередача перестала транслироваться. Появлялись сообщения о её закрытии, позже они были опровергнуты пресс-службой «Первого канала» и самим Ургантом. 12 марта 2022 года видеохостинг YouTube сообщил о блокировке канала «Вечерний Ургант», где публиковались записи эфиров программы.

## Формат и структура
Телевизионное развлекательное шоу «Вечерний Ургант» выходит в эфир с середины весны 2012 года с понедельника по пятницу ≈ в 23:30 (на протяжении осени 2018 года также иногда в 0:20—0:40; кроме пятницы), кроме летних каникул с конца июня по начало сентября и зимних с конца декабря по конец января. Также телепередача, как правило, не выходит в эфир в праздничные дни (23 февраля, 8 марта, 12 июня, 4 ноября) и в период майских праздников (с 1 по 10 мая). В декабре 2018 года телепередача выходила раз в неделю, только по пятницам. С 24 декабря 2018 года телепередача вновь выходит по будням, но в другое эфирное время, в 22:40. С 29 января 2019 года она вернулась в прежнее эфирное время, в 23:30.
Телепередача начинается с так называемого «cold open», то есть сразу с информативной части до заставки. В роли «cold open» выступает записанный не в студии (часто за кулисами) отрывок с участием Урганта и иногда его гостей. Создателями шоу этот отрывок называется тизером.
После этого следует заставка, состоящая из кадров вечерних Москвы и Санкт-Петербурга и гуляющего по ним Урганта. В кадре также появляются его соведущие и музыканты группы «Фрукты». Специально написанная для шоу композиция этой группы исполняется вживую каждый раз при заставке. Во время заставки «голос» телепрограммы (в первом сезоне — стендап-комик Николай Куликов, в дальнейшем — Александр Гудков и Дмитрий Хрусталёв) объявляет гостей, музыкального гостя, группу «Фрукты» и Ивана Урганта. В некоторых выпусках заставку озвучивают другие люди. Так, 18 апреля 2014 года заставку озвучил Игорь Кириллов, 26 ноября 2018 года — Эдвард Радзинский, а 3 сентября 2021 года — Михаил Шуфутинский.
Далее Иван Ургант вместе со своим соведущим, сидящим за тумбой в левом краю студии, рассказывает о последних новостях в России и мире. Этот сегмент телепередачи сами создатели называют монологом. С 17 сентября 2012 по 27 июня 2013 года за тумбой постоянно находился Александр Гудков, со 2 сентября по 15 ноября 2013 года — Александр Олейников, с 25 ноября 2013 года — Дмитрий Хрусталёв (в его отсутствие — Александр Гудков). Со 2 декабря 2019 года их обоих периодически подменяет сценарист Константин Анисимов.
Затем Ургант садится за стол и показывает наклейку на ноутбуке (начиная с 6-го выпуска), которая приурочена к какой-то необычной новости, праздничной дате, либо к определённой личности. С 1-го по 5-й выпуски логотип на ноутбуке просто прикрывался однотонной наклейкой. В рамках рекламной акции менялись обои на предоставленном сторонней фирмой ноутбуке, логотип фирмы не прикрывался.
На протяжении всей истории телепередача сопровождается финальными титрами с указанием всего съёмочного персонала, в первых выпусках в виде бегущей строки, в дальнейшем — на фоне последних кадров программы.
В связи с пандемией коронавируса, начиная с 16 марта 2020 года выпуски шоу стали записываться без участия зрителей в студии. Места заняли закадровые сотрудники: сценаристы, режиссёры, операторы. После выхода телепередачи с новогодних каникул 29 января 2021 года зрители вновь появились в студии, но в ограниченном количестве.
22 марта 2021 года Иван Ургант заразился коронавирусной инфекцией, о чём он сам сообщил на своей странице в одной из социальных сетей. Болезнь у ведущего протекала в лёгкой форме, в связи с чем руководство телепередачи и «Первого канала» приняли решение, что сама телепередача будет выходить в обычном режиме (согласно сетке вещания телеканала), а Иван Ургант, находясь на домашней самоизоляции во время болезни, до полного выздоровления будет временно вести телепередачу удалённо. 5 апреля Ургант выздоровел и вернулся в очный эфир.
С 1 октября 2022 года в видоизменённых декорациях шоу снимается национальная лотерея «Мечталлион» с ведущим Дмитрием Хрусталёвым. Работает над шоу команда «Вечернего Урганта». 

## Рубрики
Большинство рубрик «Вечернего Урганта» — одноразовые игры с гостями телепередачи или способ подачи одиночной шутки. Тем не менее, некоторые рубрики выходят в шоу на постоянной основе.

### Постоянные
- «Острый репортаж с Аллой Михеевой»

В этой рубрике Иван Ургант и «специальный корреспондент» шоу — Алла Михеева — вначале обсуждают, а затем показывают зрителям привезённый Аллой репортаж с какого-либо актуального события или мероприятия. Как правило, репортажи Михеевой носят несерьёзный характер, сама же она является в студию в ярких платьях.
- «Взгляд снизу»

Главные герои рубрики — воспитанники детского центра развития «ИМЕНА PRO». В ней Ургант задаёт детям вопросы на определённую актуальную тему.
- «Пять вспышек прекрасного»

Ургант показывает и обсуждает смешные и необычные фотографии российских и мировых звёзд из «Instagram».
- «Ми-ми-ми»

Ургант, пытаясь вызвать умиление зрителей, общается с различными маленькими животными. Затем он традиционно задаёт им сложный политический, экономический или социальный вопрос.
- «Стрижём на Первом»

Найденный программой доброволец среди зрителей телепередачи крутит вертикальный барабан с различными причёсками знаменитостей. На какой останавливается стрелка, ту причёску и делает стилист мужчине к концу телепрограммы.
- «Голос улиц»

Сценарист шоу Константин Анисимов задаёт вопросы прохожим на улице на какую-либо определённую тему.
- «Телеканал СПА»

Бывшая коллега Ивана Урганта по «MTV» Ирена Понарошку даёт зрителям советы по оздоровлению и поддержанию тонуса. В заставке рубрики использованы три буквы с логотипа телеканала «Спас».
- «Светский исход»

Комик Дмитрий Романов оценивает светские мероприятия.
- «Библиотека имени Эрнста»

Литературный критик Галина Юзефович делает обзор новых книг.
- «Живи, ИП, живи!»

В этой рубрике Ургант показывает самые необычные рекламные ролики, снятые телезрителями. В заставке звучит изменённая первая строка припева из песни Сергея Беликова «Живи, родник», где слово «родник» заменено на «ИП».

### Действующие на момент приостановки
- «Музыкальная студия Александра Гудкова»

В этой рубрике Александр Гудков (иногда один, иногда с известными музыкальными исполнителями) исполняет свои песни или пародии.
- «В человеке всё должно быть внезапно»

Гость телепрограммы читает отрывок из какого-либо литературного произведения, при этом когда на экране на несколько секунд появляется надпись вроде «вы пионер», «вы футбольный комментатор» или «вы робот», гость продолжает читать отрывок, но уже находясь «в образе».
- «Это здорово, это здорово, это очень хорошо!»

Рубрика, в которой не самые весёлые и радостные новости из регионов России рассматриваются под другим углом и преподносятся в позитивном ключе.
- «60 секунд»

Двое гостей участвуют в викторине, в ходе которой им в течение 60 секунд задают шуточные вопросы, касающиеся определённой характеристики их соперника (например, национальность или профессия).
- «Стихи без правил»

Двое гостей соревнуются в подборе рифм к словам на скорость на определённую тематику.
- «I-ONE-UR-GANG-TT-VLOG»

В собственном влоге Ургант пробует на себе различные современные тренды, распространённые среди видеоблогеров.
- «Исторический твиттер»

В этой рубрике показываются твитты исторических личностей, написанные ими много лет назад.
- «Честные выборы»

### Бывшие
- «Пойдём в кино, Оксана!»

Выходила с апреля 2012 по июнь 2020 года. Рубрика служила в качестве обзора новинок кинопроката. Обозревателем рубрики, когда она появилась в первый раз (это было в третьем выпуске шоу), был Давид Шнейдеров из «Русской службы новостей»; все последующие выпуски ведущим рубрики являлся кинокритик радио «Маяк» Антон Долин.
С 2012 по 2015 год в выпусках с Каннского кинофестиваля рубрика имела название «Пойдём в кино, Ванесса!», с Берлинского — «Пойдём в кино, Брунгильда!», а с Венецианского — «Пойдём в кино, Джанкарло!». С 15 марта 2017 по 21 июня 2018 года на заставке рубрики были изображены победительницы конкурса «Оксана в кинообразе».
В сентябре 2020 года Долин был уволен из телепередачи руководством «Первого канала» (по его мнению, это произошло ввиду его отрицательной рецензии на фильм «Союз спасения», написанной для издания «Meduza»), и рубрика таким образом прекратила своё существование.
- «Я живу!»

Выходила с сентября 2012 по ноябрь 2015 года. Рубрика проходила на сцене, на которую специально выносился стол. Рубрика была посвящена различным приспособлениям и гаджетам, которые в рамках одного выпуска шоу обычно объединены общей тематикой. Рубрика Комолова, который уже имеет опыт совместного ведения с Ургантом телепередачи «MTV» «Бодрое утро», является преемницей аналогичной рубрики «Технопресс с Апресовым» главного редактора журнала «Популярная механика» Сергея Апресова, которую в первом сезоне показали лишь дважды.
- «Счастливый случай»

Выходила с октября по декабрь 2012 года. Викторину Урганту помогали вести его ассистентки Катя и Волга Король, выносящие на сцену чёрный ящик и поднос с главным призом — 30 тысячами рублей. Викторина проводилась со случайным зрителем из зала, которого выбирал Александр Гудков, и задача зрителя — без подсказок назвать предмет, находящийся в чёрном ящике. За всю историю этой игры победителей не было.
- «Борис Тигр. Уроки самообороны»

Выходила с декабря 2012 по июнь 2015 года. В этой рубрике Александр Гудков помогает изучить основы боевых искусств.
- «Алло, Андрей?»

Выходила с февраля по апрель 2013 года. В этой рубрике Ургант методом случайно названных зрителями чисел мобильного телефона набирал получившийся номер телефона и звонил неизвестному абоненту. Если абонента звали Андрей, то он получал определённую сумму денег. В противном же случае деньги оставались в студии. За всю историю игры победителей не оказалось.
- «Мудрость от @нны_Седоковой»

Выходила с марта 2013 по апрель 2014 года. В рубрике Ургант, вставив своё лицо в картонное тело Анны Седоковой, зачитывал высказывания, написанные Анной в своём «Твиттере». Закрыла эту рубрику сама Анна Седокова (в выпуске, посвящённом двухлетию телепередачи), сделав пародию на неё в специальной рубрике «Извинения от Ивана Урганта».
- «Дамский клуб»

Выходила с сентября 2013 по декабрь 2014 года. В рубрике Александр Гудков ведёт разговор на различные темы с женщинами пенсионного возраста.
- «Я спросил у пользователя»

Выходила два раза в сентябре 2013 года. В рубрике Иван Ургант зачитывает комментарии пользователей социальных сетей на заранее поставленный вопрос.
- «Культурные приключения Мити и Вити»

Выходила с октября 2013 по октябрь 2016 года. Ведущие Дмитрий Хрусталёв и Виктор Васильев обсуждают с Иваном Ургантом культурные события, которые проходят в один день. Высказывая противоположные мнения о том или ином мероприятии, они помогают зрителю определиться, что ему ближе по духу и какому событию отдать предпочтение.
- «Что вижу, то пою»

Выходила с октября 2013 по ноябрь 2019 года. Гость телепрограммы должен по набору фотографий угадать строчки из собственных песен.
- «Вечерний патруль»

Выходила с сентября 2014 по октябрь 2017 года. Патрульный Владимир Маркони заходит в квартиру к любому человеку и проверяет, что он смотрит по телевизору. Если у человека включён другой канал, он переключает на «Вечернего Урганта».
- «Селфи с незнакомцем»

Выходила с сентября 2014 по октябрь 2016 года. Владимир Маркони подходит к незнакомому человеку и молча делает с ним селфи.
- «Дэнс революция»

Выходила с ноября 2014 по апрель 2018 года. Двое гостей участвуют в викторине, в ходе которой каждому из них нужно угадать, под какую музыку танцует их оппонент (предлагается 3 варианта). Участник танцует под музыку, играющую в наушниках. В конце рубрики проходит суперигра, в которой гости должны угадать, под какую музыку танцует Иван.
- «Алло, Интернет!»

Выходила ежегодно с февраля 2015 по апрель 2019 года. Гостями рубрики шоу являются люди, получившие наибольшую известность в интернете — видеоблогеры и разнообразные интернет-деятели.
- «Сашка, ты?»

Выходила с марта 2015 по октябрь 2016 года. Владимир Маркони сзади подходит к людям и задаёт им вопрос: «Сашка, ты?». Если человек показывает документ, подтверждающий, что его зовут Александр или Александра, он или она получает денежный приз — 1 000 рублей.
- «Я вам песенку спою про курс валют»

Выходила в сентябре 2015 года. В каждом выпуске звёзды российской эстрады пели о курсе доллара к рублю на следующий день.
- «Звук снизу»

Выходила с ноября 2015 по декабрь 2020 года. В этой рубрике гостям нужно угадать песни, которые поют дети, не знающие иностранного языка. Название происходит от другой рубрики («Взгляд снизу»), в которой также принимают участие дети.
- «Спортивный перекур»

Выходила с ноября 2015 по ноябрь 2018 года. Спортивный журналист Кирилл Дементьев, известный по работе в спортивной редакции «НТВ-Плюс» и на телеканале «Матч ТВ», обсуждает с Ургантом актуальные новости из мира спорта. В кастинге на роль ведущего рубрики также участвовал Юрий Дудь, спустя полтора года открывший собственный канал на YouTube.
- «Самый лучший Дед»

Выходила в декабре 2016, 2017 и 2020 годов. В преддверии Нового года в студии телепрограммы каждую пятницу путём небольшого шуточного соревнования выбирался лучший Дед Мороз (лучшим становился тот, кто первым смог выполнить предложенное задание). Победивший Дед Мороз получал рекомендации от программы «Вечерний Ургант».
- «Красивые слова для прекрасных мужчин»

Выходила с февраля 2018 по февраль 2019 года. Владимир Маркони говорит случайным мужчинам на улицах комплименты, построенные в форме вопроса или сложного предложения.
- «Жан-Клод Ландау»

Выходила с ноября 2018 по май 2019 года. Рубрика, в которой учёные ставят в студии простые, но зрелищные научные опыты. В нескольких выпусках снялся физик-экспериментатор, руководитель лаборатории физики Политехнического музея Алексей Иванченко, ранее принимавший участие в съёмках телепрограммы «Галилео».
- «#ПомогаемИнтернету»

Выходила с марта по декабрь 2019 года. Владимир Маркони обсуждает со случайными прохожими на улицах посты звёзд в «Instagram».
- «Китай-Город»

Выходила с марта 2019 по февраль 2021 года. Сценарист шоу Константин Анисимов обсуждает с Ургантом необычные бытовые товары, которые можно купить в китайских онлайн-магазинах.
- «Русский пыр»

Вышла единственный раз в выпуске от 4 июня 2019 года. В ней бывший футболист, а в настоящее время блогер, телеведущий и комментатор Евгений Савин обсуждает с Ургантом актуальные спортивные события в России и мире.

## Специальные выпуски
- 16 апреля 2013 года в эфир вышел 157-й выпуск, посвящённый первому дню рождения «Вечернего Урганта» и 35-летию Ивана Урганта.
- С 6 по 21 февраля 2014 года съёмки транслировались из Сочи, где в то время проходили Олимпийские игры.
- В 2014 году очередной сезон закрылся неделей (16—20 июня 2014 года) спецвыпусков из Санкт-Петербурга, из Театра эстрады имени А. И. Райкина.
- 28 октября 2014 года в партнёрстве с ФИФА в эфир вышел специальный выпуск под названием «Вечерний Мундиаль». В эфире состоялась презентация логотипа чемпионата мира по футболу 2018.
- 6 февраля 2015 года в эфир вышел «Олимпийский Ургант» — спецвыпуск, посвящённый годовщине Олимпийских Игр в Сочи 2014.
- 1 апреля 2015 года в эфир вышел спецвыпуск, посвященный 20-летию «Первого канала». Гостем стал генеральный директор телеканала Константин Эрнст.
- 28 апреля 2015 года в эфир вышел 469-й выпуск, в котором был презентован официальный талисман Чемпионата Мира по хоккею-2016.
- В 544-м выпуске от 11 ноября 2015 года состоялась презентация новой формы Сборной России по футболу.
- С 24 февраля по 1 марта 2016 года телепередача выходила в эфир с курорта «Роза Хутор» в Сочи.
- С 20 по 24 июня 2016 года «Вечерний Ургант» выходил в эфир из Санкт-Петербурга — с площадки «Ленинград-Центр».
- Юбилейный, 700-й выпуск от 14 октября 2016 года был посвящён певице Земфире и её концерту «Маленький человек».
- 21 октября 2016 года в партнёрстве с ФИФА в эфир вышел специальный выпуск, в рамках которого были подведены итоги голосования за талисман чемпионата мира по футболу 2018.
- 4 ноября 2016 года шоу впервые вышло в эфир в праздничный день — День народного единства, весь выпуск был посвящен этому событию.
- 8 марта 2017 года в эфир вышел второй праздничный выпуск, который был посвящён Международному женскому дню, в студии телепередачи присутствовали только женщины.
- 14 апреля 2017 года в эфир вышел юбилейный, 800-й выпуск, который был посвящён 5-летию шоу в эфире.
- С 19 по 23 июня 2017 года съёмки проходили в Санкт-Петербурге — с площадки «Ленинград-Центр».
- 2 октября 2017 года в эфир вышел спецвыпуск, посвящённый 30-летию программы «Взгляд».
- 6 октября 2017 года в эфир вышел спецвыпуск, посвящённый 65-летию Владимира Путина.
- 7 февраля 2019 года в эфир вышел спецвыпуск, посвященный 5-летию открытия Олимпийских игр в Сочи.
- 7 марта 2019 года в эфир вышел спецвыпуск под названием «Розовый Ургант», который был посвящён Международному женскому дню.
- С 17 по 21 июня 2019 года «Вечерний Ургант» в четвёртый раз выходил в эфир из Санкт-Петербурга — с площадки «Ленинград-Центр».
- 16 апреля 2020 года в эфир вышел 1289 выпуск, посвящённый восьмому дню рождения «Вечернего Урганта», где Ургант пересел из-за стола в кресло гостя и ответил на вопросы телезрителей.
- С 21 по 25 июня 2021 года «Вечерний Ургант» в пятый раз выходил в эфир из Санкт-Петербурга, из Театра эстрады им. А. И. Райкина.
- 1 и 4 октября 2021 года «Вечерний Ургант» выходил в эфир из Байконура в связи с полётом в космос киноэкипажа для съёмок первого фильма в космосе.
- 6 декабря 2021 года выпуск программы был посвящён памяти актрисы театра и кино Нины Ургант, ушедшей из жизни три дня назад. Он включал в себя воспоминания Ивана о своей бабушке и интервью с режиссёром и актёром Андреем Смирновым[45].

## Новогодние выпуски
30 декабря 2018 года в эфир вышел новогодний выпуск под названием «Голубой Ургант» c участием современных музыкальных исполнителей и героев Интернета, который является пародией на типичные новогодние шоу, выходящие на российском телевидении. В выпуске приняли участие Данила Поперечный, Илья Соболев, Little Big, Мальбэк и Сюзанна, Монеточка, Feduk, Boulevard Depo, Big Baby Tape, Гречка и другие.
2 января 2020 года вышел второй выпуск «Голубого Урганта» с участием Филиппа Киркорова, Полины Гагариной, Александра Реввы, Тимати, Сергея Жукова, Ольги Бузовой и MARUV. В нём Ургант и приглашённые звёзды выступали уже не в студии, а в домах телезрителей.
30 декабря 2020 года в эфир вышел новогодний выпуск под названием «Ciao, 2020!», полностью оформленный в стилистике итальянского музыкального шоу 80-х годов. Выпуск, который шёл полностью на итальянском языке, набрал за неделю более 4 миллионов просмотров, занял четвёртое место в итальянских трендах YouTube и был широко оценён многими итальянскими телезрителями и пользователями сети.
1 января 2022 года в эфир вышел новогодний выпуск «Ciao, 2021!», выполненный в аналогичном ключе.

## Создание
Несмотря на заявления журналистов «Первого канала» о том, что его зрители «впервые увидят новый для России формат вечернего шоу», первопроходцами в этом жанре на российском телевидении были телепрограммы «Час совы» (выходила на «СТС» в 1996—1998 годах и на «ТНТ» в 1998 году), «Добрый вечер с Игорем Угольниковым» (транслировавшаяся в 1997—1998 годах на телеканале «РТР», а с 2001 по 2002 год на «СТС») и «Однажды вечером» с Дмитрием Нагиевым и Сергеем Ростом (выходившая в 1997—1998 годах на «СТС», а с 1999 по 2002 год на «ТНТ»).
По словам генерального директора «Первого канала» Константина Эрнста, задолго до запуска шоу место ведущего он хотел отдать Максиму Галкину, новогодние бенефисы и концерты которого пользовались большой популярностью у зрителей «Первого канала» в 2000-х годах, однако в дальнейшем после ухода Галкина с телеканала Эрнст остановил свой выбор на Иване Урганте, поскольку тот впечатлил его своей работой в развлекательном телешоу «Прожекторперисхилтон». В свою очередь, в 2011 году телеканал «Россия-1» выпустил late night show Максима Галкина «Добрый вечер с Максимом», первый выпуск которого прошёл с высокими показателями (рейтинг — 7,9 %; доля — 21,4 %), однако уже к седьмому выпуску шоу покинуло сотню самых популярных телепрограмм и было закрыто.
Разработка телепередачи началась ещё летом 2011 года. Специально для этого Ургант со своей командой посетил Нью-Йорк в январе 2012 года, где в течение двух недель встретился с такими американскими знаменитостями, как телеведущий Джон Стюарт и продюсер Лорн Майклз, знакомый с Джимми Фэллоном и Дэвидом Леттерманом.
В интервью журналу «7 Дней» Иван Ургант рассказал о том, что Игорь Угольников благословил его на создание новой телепередачи. В выпуске от 14 декабря 2012 года Угольников (гость телепередачи) и Ургант поменялись местами, после чего первый «начал вести» телепрограмму «Добрый вечер».
Пилотный репетиционный выпуск, который не был показан в эфире, был записан 12 апреля.

### Запись и трансляция
В отличие от некоторых американских аналогов, телепередача идёт не в прямом эфире (за редкими исключениями). Как правило, съёмки каждого выпуска начинаются в 16:30 по московскому времени в день выпуска и занимают от получаса до часа. Некоторые интервью и выступления могут записываться заранее. Съёмка ведётся в присутствии «живой» публики. Приглашение на запись телепередачи лица старше 16 лет могут получить после заполнения и отправки заявки с сайта телешоу. Выпуск телепередачи впервые выходит в эфир на дубль «МСК+2» (до 2018 года — «Орбиту-4») «Первого канала», для более восточных «орбит» транслируется на следующий день в записи.
Локация съёмок большей части шоу — студия № 3 телецентра «Останкино». Надпись «Студия 3» видна в начале каждого выпуска, когда Ургант выходит на сцену.
После каждого шоу делается фотография ведущего с публикой в зале, называемая фотолестницей. Потом она выкладывается на страницу шоу в «ВКонтакте» и «Facebook».

### Персонал
Над телепередачей работают креативные продюсеры Билли Кимбалл, американский сценарист и продюсер, работавший над «Субботним вечером в прямом эфире» и написавший сценарии к 5 эпизодам «Симпсонов», и Андрей Савельев, ранее работавший издателем и главным редактором журнала «Time Out Москва». По заявлениям последнего, большая часть команды, работающей над созданием телешоу, никогда раньше не работала на телевидении.
Главный автор сценария — чемпион Высшей лиги Клуба весёлых и находчивых Денис Ртищев («Мегаполис»). Также из КВН в «Вечерний Ургант» пришли Тимур Акавов («Асса»), Александр Гудков («Фёдор Двинятин»), Вадим Селезнёв, Андрей Шавкеро, Григорий Шатохин (все — «DasISTfak’t»), Сергей Канчер, Артём Скок («Парапапарам»). Арт-директором телепередачи является Антон Шавкеро, который вместе с упомянутыми Сергеем Канчером, Григорием Шатохиным и своим братом Андреем является основателем творческой группы «FASTFOXES», занимающейся визуальным оформлением телепередачи и созданием ряда рубрик. Одним из авторов сценария является сам Иван Ургант. Один из сценаристов телепередачи, Денис Хорешко, шеф-редактор «MTV Россия», работал с Ургантом ещё в «Бодром утре» суфлёром. Некоторые из этих авторов также были задействованы в создании развлекательного телешоу «Прожекторперисхилтон».
В сентябре 2012 года в телепередачу были приглашены новые сценаристы: Вячеслав Омутов, Павел Прокопьев, Павел Виноградов (сценарист и телеведущий «Убойной ночи» («ТНТ»), «Немешки ворочать» («Муз-ТВ»), Павел Аветиков, Александр Гудков («Фёдор Двинятин»). Больше не работают сценаристами проекта Саид Давдиев («Махачкалинские бродяги») и Николай Куликов.
2 сентября 2013 года новым соведущим шоу стал Александр Олейников. 15 ноября он объявил об уходе из телепрограммы. 22 ноября 2013 года на смену ему пришёл бывший участник Comedy Club и Comedy Woman Дмитрий Хрусталёв.
Также в шоу работали сёстры Катя и Волга Король. В первом сезоне они были соведущими рубрики «Счастливый случай», во втором сезоне их можно было увидеть у входа в основную студию телепрограммы. В настоящее время они являются участницами группы «Queens».
Изначально музыкальным продюсером шоу работал Борис Барабанов, музыкальный обозреватель газеты «Коммерсантъ» (в титрах он указывался как «Борис Ъ-Барабанов»). С 2013 по 2016 год музыкальным продюсером был Павло Шевчук. С 2015 по 2017 год музыкальным редактором телепередачи являлся Семён Киселёв, с сентября 2017 года — Сергей Мудрик.

## Приём

### Критика
17 апреля 2012 года стало известно о том, что шоу «Вечерний Ургант» и его гость Земфира вечером 16 апреля на несколько минут попали в мировые тренды «Twitter». Туда также вошли слова «Безруков» и «Высоцкого», что объясняется признанием Сергея Безрукова в эфире программы в том, что он сыграл роль Владимира Высоцкого в фильме «Высоцкий. Спасибо, что живой».
Поначалу среди зрителей шоу вызвало негативные комментарии.
Обозреватель журнала «GQ» Гоша Биргер отметил отсутствие у телепередачи собственных идей: «в итоге под копирку слизали заставку „Saturday Night Live“, выход из шоу Конана, диван Джея Лено и стол Леттермана». Также рецензент заметил неуверенность ведущего и гостей.
Обозреватель журнала «Огонёк» Юлия Ларина отметила скованность и неуверенность ведущего, слабый уровень юмора и информационную зажатость премьеры «Первого канала», охарактеризовав её следующим образом: «Недостатка глупостей в первых выпусках не ощущалось. Ощущался недостаток свободы».
Журналист газеты «Коммерсантъ» Арина Бородина из недостатков выделила вторичность и общую неровность программы, охарактеризовав её следующим образом: «„Вечерний Ургант“, конечно, шаг вперед. Шаг, может быть, совсем короткий, но он позволяет не стоять на месте и опережать других».
Телеобозреватель Александр Мельман прокомментировал газете «Новая Неделя» своё видение шоу, сказав, что для большого успеха «Вечернего Урганта» в телепередаче должна быть «либо жёсткая сатира, либо авторы должны дать зрителю многосмысловую иронию».
Спустя несколько выпусков критики всё-таки нашли изюминку в телепередаче, в связи с чем один за другим начали появляться положительные статьи и комментарии блогеров, журналистов, обычных пользователей различных сайтов.
Журналист Владимир Полупанов в своей статье на сайте toppop.ru:
Заявляю вам прямо и без обиняков, «Вечерний Ургант» — лучшее шоу на нашем ТВ. Я сразу объявил себя его преданным фэном и с огромным удовольствием посмотрел все три выпуска, вышедших в эфир на момент, когда я пишу эти строчки… «Вечерний Ургант» — это прорыв, свежак и вообще нереально круто! Это юмор иного качества, чем был до этого. Будет жаль, если программу по каким-то причинам закроют. Посему я настоятельно вам рекомендую наслаждаться, пока это существует на нашем ТВ.

В январе 2020 года телепередачу и её ведущего подвергло резкой критике движение «Сорок сороков». Причиной послужили шутки, которые прозвучали в выпуске на Рождество: участники движения рассматривают их как глумление над Иисусом Христом и христианством. Как заявил один из лидеров движения Андрей Кормухин, Ургант «перешёл все красные черты». Движение потребовало извинений от руководства телеканала, наказания виновных и удаления резонансного выпуска. Оно также призвало лишить ведущего российского гражданства. Ургант принёс свои извинения и сообщил, что создатели программы «не хотели никого обидеть»: 
Это была не самая удачная попытка пошутить в самый неподходящий для этого день. Все, кто считают себя оскорблёнными, примите мои искренние извинения.

### Рейтинги
В Москве доля аудитории первого выпуска составила 17 % с рейтингом 4,51 %, по стране его смотрело 15 % зрителей. В дальнейшем средняя доля телепередачи сократилась до 10—12 %.

## Награды
- 2013 — Премия журнала MAXIM «Золотой Джокер» в номинации «Телевидение»[77][78].

«ТЭФИ»
- 2014 — «Ведущий развлекательной программы»[79].
- 2015 — «Ведущий развлекательной программы»[80].
- 2016 (2) — «Юмористическая программа/шоу» и «Ведущий развлекательной программы»[81].
- 2018 — «Развлекательная программа»[82].
- 2019 (2) — «Юмористическая программа/шоу» и «Ведущий развлекательной программы»[83].